# 金元均
金元均（1917年1月2日—2002年4月5日），朝鮮作曲家、政治人物。他被认为是朝鲜最杰出的作曲家甚至是最有名的作曲家之一。他创作了《爱国歌》、《金日成将军之歌》和若干部革命歌剧。

## 经历
金元均年轻时上过高中，但只读到高三就被迫辍学。朝鲜光复后，他创作了他的第一部歌曲《朝鲜进行曲》。在他投入音乐生涯之前，他只是一个“写下《金日成将军之歌》的农民”。那时是1946年，对金日成的个人崇拜已经出现；这首歌是首部直接提及北朝鲜劳动党（朝鲜劳动党的其中一个前身）的领导人金日成之名的艺术作品。歌曲大获成功后，他受邀创作《爱国歌》。作为一名音乐家，他最初是自学成才，但后来他为了自己的音乐事业而前往莫斯科深造。金元均也曾经在日本的一所音乐学校学习。到1947年，当《爱国歌》被定为北朝鲜临时人民委员会的国歌时，他的地位有了显著上升。金元均的其他作品包括：《民主青年进行曲》、《我们的最高司令官》、《荣光归于朝鲜劳动党》、《白头山日出》、《钢铁队伍前进之歌》 《民族大团结之歌》、《我们骑着千里马奔跑》、《反帝斗争之歌》。
金元均被认为对“《血海》式革命歌剧的创作做出了贡献”。他可能参与了歌剧《血海》和该歌剧交响曲的创作。他还参与了歌剧《智異山》的创作。
金元均后来担任国家艺术剧院的作曲家。1954年进入朝鲜音乐家同盟中央委员会领导层，后来成为该同盟的副主席并在后来升任为委员会主席。1960年起任平壤音乐舞蹈大学校长。1985年任血海歌剧团总导演。1990年9月任朝鲜统一音乐节主持人。他还是朝鲜国家音乐委员会主席暨国际音乐理事会名誉会员。除却音乐事业，金元均还是第九届和第十届最高人民会议代议员。 金元均一直担任朝鲜音乐家同盟副主席兼中央委员会顾问直到他在2002年逝世。
他一生获得了许多奖项和荣誉，包括劳动英雄、功勋艺术家、人民艺术家、金日成勋章和金日成奖。平壤音乐学院于2006年6月27日更名为平壤金元均音樂大學。
金元均于2002年4月5日因心脏衰竭逝世。次日，金正日向金元均献上花圈。金正恩在2017年举行了一场纪念金元均百年诞辰的音乐会。

## 延伸阅读
- Kim Sunnam; Kim Won-gyun.  [Art Serves the People: On the Musical Culture of the Korean People's Democratic Republic]. Sovetskaya Muzyka. 1953, (3): 109–111 （俄语）.